# Jan Moerman

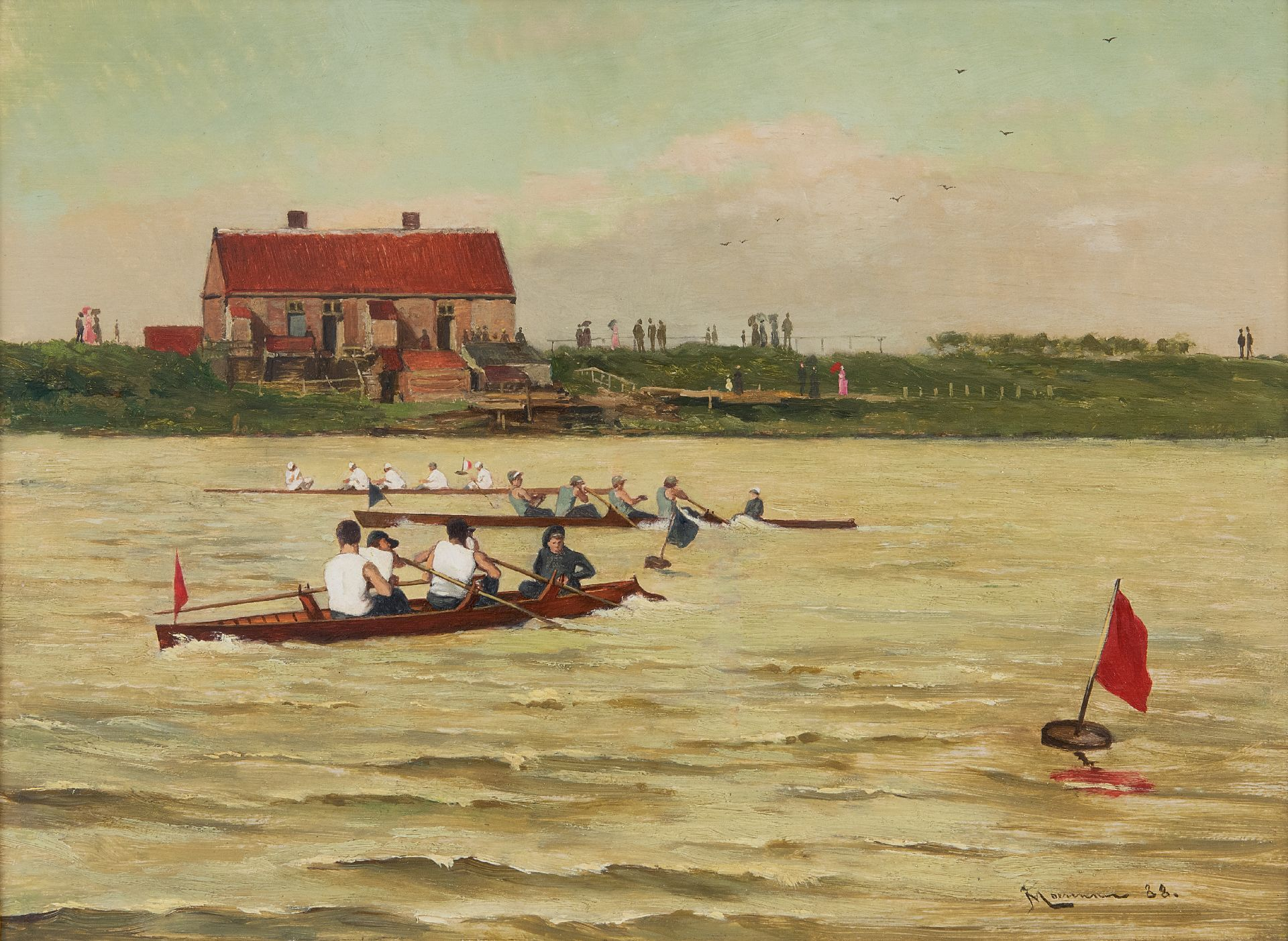
Viererregatta mit Steuermann

Jan Moerman, Jan Ludovicus Moerman oder Johannes Lodewijk Moerman (* 10. Juli 1850 in Batavia; † 6. Dezember 1896 in Berchem) war ein niederländisch-belgischer Maler.

## Werdegang
Moerman war vermutlich der Sohn des Artillerieoffiziers Johannes Lodewijk Moerman und dessen Frau Elisa Julia Gijsberta Wilhelmina (geborene Bosch), die am 6. Februar 1848 in Batavia geheiratet hatten. Er war Schüler von P. J. van der Ouderaa. Sein Werk umfasst überwiegend Genredarstellungen, insbesondere Wirtshausszenen oder Szenen, auf denen Gesellschaftsspiele gespielt werden. Zu seinen Werken zählen die Gemälde De kaartspelers ‚die Kartenrunde‘ aus dem Jahr 1893 oder Een spelletje backgammon ‚eine Partie Backgammonvon‘ von 1892.

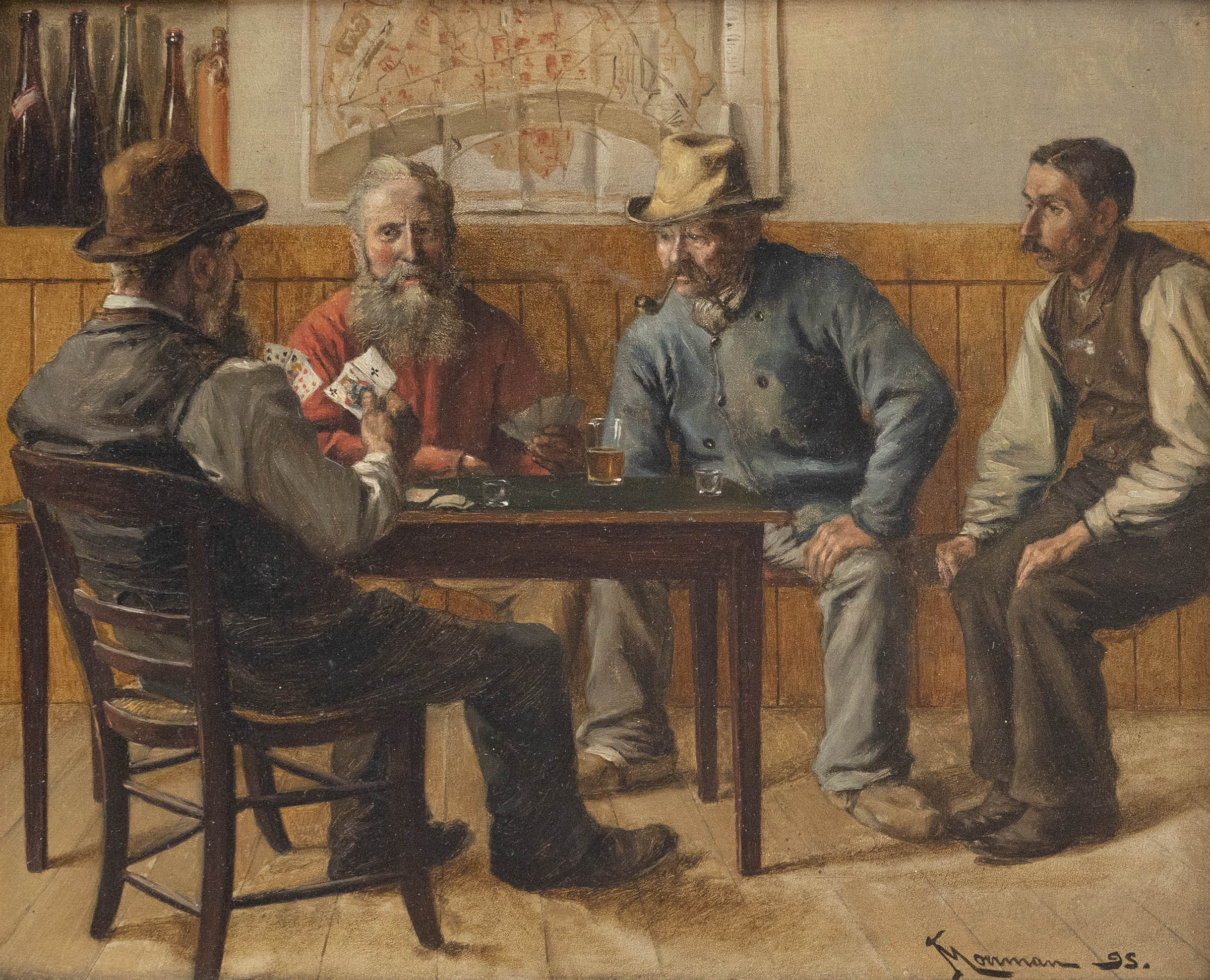
Kartenspieler in einer Taverne